# Крус, Ники
Ники Крус (англ. Nicky Cruz; род. 6 декабря 1938, Сан-Хуан, Пуэрто-Рико) — американский христианский проповедник и молодёжный служитель, рукоположённый евангелист пятидесятнических Ассамблей Бога; основатель и директор миссии "Nicky Cruz Outreach".
История религиозного обращения Ники Круса стала широко известна после публикации книги Дэвида Вилкерсона «Крест и нож» (1963) и выхода одноименного фильма (1970). 
Ники Крус также является автором ряда книг, среди которых автобиографический бестселлер «Беги, малыш, беги» (1968).

## Биография

### Ранние годы
Ники Крус родился 6 декабря 1938 года в Сан-Хуане, Пуэрто-Рико. 
Его ранние годы прошли в муниципалитете Лас-Пьедрас, где он рос проблемным ребёнком в семье, состоявшей из 17 братьев и одной сестры. Родители Ники придерживались местных традиционных верований, его отец был практикующим спиритистом.
В возрасте 15 лет Ники перебрался к старшему брату в Нью-Йорк. В этом городе он присоединился к уличной банде Мау Маус, состоявшей преимущественно из этнических пуэрториканцев. В 1956 году он стал «президентом» банды , однако вскоре уступил этот пост своему другу Израэлю Нарваэсу, став «вице-президентом» и «военным министром». По собственным утверждениям, Крус добровольно передал пост президента, узнав, что лидер банды не имеет права лично участвовать в разбоях и драках. За время нахождения в банде, Крус арестовывался более 20 раз, но каждый раз ему удавалось избежать суда.

### Религиозное обращение
В 1958 году Ники Крус знакомится с провинциальным пятидесятническим пастором из Пенсильвании Дэвидом Вилкерсоном. Сам Вилкерсон, незадолго до этого узнал об убийстве Майкла Фармера, пятнадцатилетнего подростка, страдающего полиомиелитом, который был забит до смерти членами одной из уличных банд в городском парке Хэйбридж. Потрясённый этой историей, Вилкерсон оставил свой сельский приход в Филипсбурге и отправился служить подростковым бандам Бруклина.
В июле 1958 года, во время большого евангелизационного служения, проведённого Вилкерсоном в арендованном комплексе Сайнт Николас Арена, Ники Крус и ещё 25 подростков из банды «Мау Маус» вышли вперёд и заявили о желании покаяться. На следующий день часть команды «Мау Маус» явились в местное отделение полиции, расположенное на углу Оберн-стрит, где сдали нелегальное оружие и попросили полицейских расписаться на раннее подаренных им Библиях.
В том же 1958 году Ники Крус поступил в Латиноамериканский библейский институт Ассамблей Бога в Ла Пуэнте, (Калифорния), который окончил три года спустя. В институте Крус пережил пятидесятнический опыт крещения Святым Духом. Здесь же он познакомился со своей будущей женой Глорией Стеффани, на которой женился в ноябре 1961 года.

### Служение в США
После окончания библейского института Крус присоединился к команде Дэвида Вилкерсона. Несколько лет он прослужил в миссии Teen Challenge, занимавшейся реабилитацией наркозависимых. Одним из первых новообращённых Крусом людей был героиновый наркоман и участник пуэрто-риканской банды Сони Аргунзони, впоследствии ставший известным пятидесятническим служителем.
Постепенно, Крус начинает самостоятельное служение — проповедует на улицах и в этнических гетто крупных американских городов, выступает в тюрьмах. С ростом популярности его приглашают на крупные евангелизационные крусейды. Издание Wall Street Journal называет его «уличным Билли Грэмом». Деятельность Круса послужила примером для растущего числа латиноамериканских евангеликов в США, которые совместили христианскую проповедь с социальным служением для обитателей гетто и проблемной молодёжи.
Для координации своего служения, Крус основал и возглавил миссию Nicky Cruz Outreach. С 1994 года он также возглавляет служение TRUCE (To Reach Urban Communities Everywhere), ведущее духовную работу среди уличных банд. Центральные офисы данных организаций расположены в Колорадо-Спрингс.
За практическое служение Ники Крус был удостоен ряда званий, таких как степень доктора богословия в Латиноамериканской теологической семинарии и степень доктора философии христианской терапии в Христианским университете «Рассвет».

### Международное служение
По приглашению ряда латиноамериканских церквей и правительств, Крус проводит многочисленные выступления в странах Латинской Америки. 
С 1980-х годов он также является спикером различных христианских встреч в Европе. В 1985 году, после выступления Круса в Будапеште, правительство социалистической Венгрии разрешило открыть в стране центр для наркозависимых Teen Challenge. После падения железного занавеса, Ники Крус посещает страны бывшего Советского Союза.
К 2004 году общее число слушателей на проповедях Ники Круса достигло 35 млн. 
В 2013 году Крус заявил о желании завершить своё публичное служение.

## Семья
В семье Никки и Глории четверо дочерей и 10 внуков (2012). Супруги Крус проживают в американском Колорадо-Спрингсе.

## Фильмы о Крусе
Религиозное обращение Ники Круса показано в художественном фильме «Крест и нож», снятом в 1970 по одноимённой книге Дэвида Вилкерсона. Роль Ники исполнил Эрик Эстрада, для которого фильм стал дебютом в кино. Сам Крус являлся техническим консультантом картины.
В 1998 году кинокомпанией Cooke Pictures был снят документальный фильм «Беги, малыш, беги», основанный на одноимённой книге.
В 2009 году кинокомпания Convolo Productions заявила о намерении создать фильм о Ники Крусе «Тысяча кусочков», однако, по состоянию на 2017 год фильм так и не вышел в прокат.

## Книги Круса
В 1968 году в соавторстве с Джейми Букингем Крус написал автобиографию «Беги, малыш, беги». По состоянию на 2004 год книга была переведена на 43 языка (включая русский) и продана общим тиражом в 12 млн экземпляров.
Ещё одно автобиографическое произведение «Одержимость души» увидело свет в 2005 году; соавтором был Франк Мартин.

## Комментарий
1. ↑  В русскоязычных источниках также встречается транскрипция Никки Круз